# Wulfila mandibulatus
Wulfila mandibulatus là một loài nhện trong họ Anyphaenidae.
Loài này thuộc chi Wulfila. Wulfila mandibulatus được Alexander Petrunkevitch miêu tả năm 1925.